# Théorème de propagation des singularités
 (avril 2023).
Théorème de propagation des singularités (aussi théorème de Duistermaat-Hörmander) est un résultat mathématique de l'analyse microlocale, qui est l'ensemble de front d'onde (en anglais : wave front set) de la solution distributionnelle de l'équation (pseudo-)différentielle partielle
{\displaystyle Pu=f}
pour un opérateur pseudo-différentiel {\displaystyle P} sur une variété lisse. Il dit que la propagation des singularités le long du flux bi-caractéristique des symboles principaux découle de {\displaystyle P}.
Le théorème est apparu 1972 dans un travail sur les intégrateurs de Fourier par Johannes Jisse Duistermaat et Lars Hörmander.

## Propagation des singularités
Soit:
- {\displaystyle X} est variété lisse
- {\displaystyle L_{\sigma ,\delta }^{m}(X)} est la classe des opérateurs pseudo-différentiels de type {\displaystyle (\sigma ,\delta )} avec symbole {\displaystyle a(x,y,\theta )\in S_{\sigma ,\delta }^{m}(X\times X\times \mathbb {R} ^{n})}
- {\displaystyle S_{\sigma ,\delta }^{m}} est la classe des symboles
- {\displaystyle L_{1}^{m}(X):=L_{1,0}^{m}(X)}
- {\displaystyle D'(X)=(C_{0}^{\infty }(X))^{*}} est l'espace des distributions

### Système hamiltonien du symbole principal
Soit {\displaystyle p_{m}(x(t),\xi (t))} la mécanique hamiltonienne, alors le système hamiltonien sur {\displaystyle T^{*}X} est donné par
{\displaystyle {\begin{cases}{\dot {\xi }}(t)=-\nabla _{x}p_{m}(x(t),\xi (t))\\{\dot {x}}(t)=\nabla _{\xi }p_{m}(x(t),\xi (t)).\end{cases}}}
Une courbe solution du système est appelée bicaractéristique de {\displaystyle p_{m}} et le flux du champ vectoriel hamiltonien est appelé flux bicaractéristique. Les courbes avec {\displaystyle p_{m}(x(t),\xi (t))=0} sont dites zéro bicaractéristique et on note l'ensemble par
{\displaystyle \operatorname {char} p_{m}:=\{(x,\xi )\in T^{*}(X)\setminus \{0\}:p_{m}(x(t),\xi (t))=0\}.}

### Théorème
Soit {\displaystyle P} un opérateur pseudo différentiel réel de classe {\displaystyle L_{1}^{m}(X)} avec un symbole principal réel {\displaystyle p_{m}(x,\xi )} qui est homogène et de degré {\displaystyle m} en {\displaystyle \xi }. Soit {\displaystyle u\in D'(X)} et résout l'équation {\displaystyle Pu=f} puis suit
{\displaystyle WF(u)\setminus WF(f)\subset \operatorname {char} p_{m}}.
De plus, {\displaystyle WF(u)\setminus WF(f)} est invariant sous le flot hamiltonien induit par {\displaystyle p_{m}}.